# Departamento de General Juan F. Quiroga
Departamento de General Juan F. Quiroga är en kommun i Argentina.   Den ligger i provinsen La Rioja, i den centrala delen av landet, 900 km nordväst om huvudstaden Buenos Aires.
Omgivningarna runt Departamento de General Juan F. Quiroga är i huvudsak ett öppet busklandskap. Trakten runt Departamento de General Juan F. Quiroga är nära nog obefolkad, med mindre än två invånare per kvadratkilometer.